# Поповнення (комутативна алгебра)
Поповнення кільця або модуля є методом у комутативній алгебрі, в якому кільце або модуль поповнюється щодо заданої метрики, яка є індукованою ідеалом. Термін геометрично пов'язаний з локалізацією кільця: обидва кільця досліджують околи точки в спектрі кільця, але поповнення ще більше відображає локальні властивості.

## Означення

### Поповнення кільця щодо ідеалу
Всюди у цій статті кільця вважаються комутативними з одиницею.
Нехай {\displaystyle A} кільце і {\displaystyle I} ідеал. Позначимо {\displaystyle A^{\mathbb {N} }=\prod _{n\in \mathbb {N} }A}
Послідовність {\displaystyle (a_{i})_{(i\in \mathbb {N} )}=(a_{0},a_{1},\dots )} називається нульовою, якщо для всіх {\displaystyle n\in \mathbb {N} } існує число {\displaystyle k\in \mathbb {N} }, таке що {\displaystyle \forall i>k:a_{i}\in I^{n}}
Позначимо {\displaystyle \mathrm {NF} } ідеал всіх нульових послідовностей.
Послідовність {\displaystyle (a_{i})_{(i\in \mathbb {N} )}} називається фундаментальною або послідовністю Коші, коли для всіх {\displaystyle n\in \mathbb {N} } існує число {\displaystyle k\in \mathbb {N} }, таке що:
{\displaystyle \forall i,j>k:(a_{i}-a_{j})\in I^{n}}
Позначимо {\displaystyle \mathrm {CF} } кільце всіх фундаментальних послідовностей.
Фактор-кільце {\displaystyle {\hat {A}}_{I}:=\mathrm {CF} /\mathrm {NF} } називається поповненням {\displaystyle A} за {\displaystyle I}.
Якщо {\displaystyle a\in A} то послідовність {\displaystyle (a,a,a\dots )} є очевидно фундаментальною і тому існує гомоморфізм
{\displaystyle f\colon A\to {\hat {A}}}
{\displaystyle f\colon a\mapsto (a,a,\dots ).}
Даний гомоморфізм є ін'єктивним, якщо:
{\displaystyle \bigcap _{i=0}^{\infty }I^{i}=\{0\}}
Зокрема ця рівність виконується для важливого випадку локальних нетерових кілець (для яких це твердження є наслідком леми Артіна — Ріса).
Кільце називається повним (по відношенню до {\displaystyle I}), якщо {\displaystyle f} є ізоморфізмом.

### Поповнення модулів
Фільтрацією модуля {\displaystyle M} над кільцем {\displaystyle A} називається послідовність {\displaystyle (M_{i})_{i\in \mathbb {N} }} така, що:
{\displaystyle M=M_{0}\supset M_{1}\supset ...\supset M_{i}\supset }
Найважливішим частковим випадком є послідовність {\displaystyle M_{n}=I^{n}M} для деякого ідеала {\displaystyle I}. Ця фільтрація називається {\displaystyle I}-адичною.
Ввівши модуль послідовностей {\displaystyle M^{\mathbb {N} }} і використовуючи {\displaystyle M_{n}} замість {\displaystyle I_{n}} можна аналогічно до попереднього ввести поняття фундаментальних і нульових послідовностей і поповнення модуля
{\displaystyle {\hat {M}}=CF/NF} щодо фільтрації чи, в окремому випадку {\displaystyle M_{n}=I^{n}M} щодо ідеала {\displaystyle I}.
Модуль {\displaystyle M} називається повним (щодо фільтрації), коли природне відображення:
{\displaystyle f\colon M\to {\hat {M}}} є ізоморфізмом.

## Альтернативні означення

### Як поповнення метричного простору
Поповнення кільця за ідеалом можна розглядати як окремий випадок поповнення метричних просторів, якщо відповідну метрику задати на кільці.
Нехай {\displaystyle A} кільце і {\displaystyle I} ідеал. Тоді на {\displaystyle A} можна задати псевдометрику:
{\displaystyle \mathrm {d} _{I}(x,y)=\mathrm {inf} \{2^{-i}|x-y\in I^{i}\}\ ({\text{ mit }}I^{0}:=A)}
Якщо до того ж виконується:
{\displaystyle \bigcap _{i=0}^{\infty }I^{i}=\emptyset ,}
то функція {\displaystyle \mathrm {d} _{I}} є метрикою, тобто додатково
{\displaystyle \mathrm {d} _{I}(x,y)=0\Rightarrow x=y.}
До метричного простору {\displaystyle (A,\mathrm {d} _{I})} можна застосувати стандартну процедуру поповнення метричних просторів. Внаслідок цього отримаємо кільце, що є повним метричним простором і є ізоморфним поповнення кільця згідно попереднього означення.

### За допомогою проективних границь
Оберненою системою кілець (або модулів)називається ряд кілець (або модулів) і гомоморфізмів між ними {\displaystyle (A_{i},f_{i})_{(i\in \mathbb {N} )}} де гомоморфізми визначені як
{\displaystyle f_{n}\colon A_{n}\to A_{n-1}.}
Проективною границею цієї системи називається кільце:
{\displaystyle \lim _{\longleftarrow }(A_{n},f_{n})_{n\in \mathbb {N} }:={\biggl \{}(x_{n})_{n\in \mathbb {N} }\in \prod _{n\in \mathbb {N} }A_{n}{\biggl |}x_{n}\in A_{n},f_{n}(x_{n})=x_{n-1}{\biggl \}}}
Якщо тепер {\displaystyle I\subset A} ідеал і позначивши
{\displaystyle A_{i}=A/I^{i}}
{\displaystyle A_{0}=0}
{\displaystyle f_{i+1}\colon A_{i+1}\to A_{i}} — природний гомоморфізм кільця {\displaystyle A_{i+1}} у його фактор-кільце {\displaystyle A_{i}=A_{i+1}/(I^{n+1}/I^{n})},
отримаємо кільце ізоморфне поповненню кільця:
{\displaystyle {\hat {A}}_{I}\cong \lim _{\longleftarrow }(A_{n},f_{n})_{n\in \mathbb {N} }}

## Властивості
- Нехай {\displaystyle A} і {\displaystyle B} — кільця і {\displaystyle I\subset A} і {\displaystyle J\subset B} — ідеали. Якщо {\displaystyle f\colon A\to B} — гомоморфізм кілець для якого {\displaystyle f(I)\subset J}, то можна визначити гомоморфізм {\displaystyle {\hat {f}}\colon {\hat {A}}\to {\hat {B}}}
- Нехай {\displaystyle A} — локальне кільце Нетер з максимальним ідеалом {\displaystyle m} і {\displaystyle {\hat {A}}} його поповнення. Тоді:

{\displaystyle \mathrm {dim} (A)=\mathrm {dim} ({\hat {A}})} ({\displaystyle \mathrm {dim} (A)} позначає розмірність Круля кільця)
{\displaystyle A} є регулярним, якщо і тільки якщо таким є {\displaystyle {\hat {A}}}.
- Теорема Коена про структуру: якщо {\displaystyle A} регулярне локальне кільце, яке є повним щодо його максимального ідеала і містить в собі поле, то:

{\displaystyle A\cong k[[X_{1},\dots ,X_{n}]]} де {\displaystyle k} є полем лишків кільця {\displaystyle A}.
- Поповнення кільця Нетер {\displaystyle A} є плоским модулем над {\displaystyle A}.
- Якщо {\displaystyle A} — кільце і {\displaystyle M} — скінченнопороджений модуль над кільцем {\displaystyle A} то відображення {\displaystyle \varphi _{M}:M\otimes _{A}{\hat {A}}\to {\hat {M}}} є сюр'єктивним. Якщо додатково {\displaystyle A} є нетеровим кільцем, то це відображення є ізоморфізмом. В даному випадку поповнення модуля здійснюється за фільтрацією {\displaystyle M_{n}=I^{n}M}. Зокрема для деякого ідеала {\displaystyle I} у нетеровому кільці {\displaystyle A} звідси випливає {\displaystyle {\hat {I}}\simeq I\otimes _{A}{\hat {A}}\simeq {\hat {A}}I.}
- Нехай {\displaystyle M} є {\displaystyle A}-модулем і {\displaystyle (M_{i})_{i\in \mathbb {N} }} — задана на ньому фільтрація. Якщо для довільного {\displaystyle n\in \mathbb {N} } розглядати модуль {\displaystyle M_{n}} з індукованою фільтрацією, то {\displaystyle {\hat {M}}_{n}} є підмодулем {\displaystyle {\hat {M}}} і також {\displaystyle {\hat {M}}/{\hat {M}}_{n}\simeq M/M_{n}.}
- Для поповнення ідеала {\displaystyle I} у нетеровому кільці {\displaystyle A} (щодо {\displaystyle I}-адичної фільтрації) справедливими є твердження: {\displaystyle ({\hat {I}})^{n}={\widehat {(I^{n})}},\quad I^{n}/I^{n+1}\simeq {\hat {I}}^{n}/{\hat {I}}^{n+1}.} Також {\displaystyle {\hat {I}}} є підмножиною радикала Джекобсона кільця {\displaystyle {\hat {A}}}
- Нехай {\displaystyle M} є {\displaystyle A}-модулем і {\displaystyle (M_{i})_{i\in \mathbb {N} }} — задана на ньому фільтрація. Тоді {\displaystyle ({\hat {M}}_{i})_{i\in \mathbb {N} }} (де {\displaystyle {\hat {M}}_{i}} означені як і вище) є фільтрацією модуля {\displaystyle {\hat {M}}} і для цієї фільтрації {\displaystyle {\hat {\hat {M}}}={\hat {M}}.}
- Нехай

{\displaystyle 0\to M'\;{\xrightarrow {f}}\;M\;{\xrightarrow {g}}\;M''\to 0}
коротка точна послідовність {\displaystyle A}-модулів і {\displaystyle (M_{i})_{i\in \mathbb {N} }} — фільтрація модуля {\displaystyle M}. Нехай {\displaystyle (f^{-1}M_{i})_{i\in \mathbb {N} }} і {\displaystyle (gM_{i})_{i\in \mathbb {N} }} — індуковані фільтрації на модулях {\displaystyle M'} і {\displaystyle M''.} Тоді поповнення модулів щодо цих фільтрацій утворюють точну послідовність
{\displaystyle 0\to {\hat {M}}'\;{\xrightarrow {\;}}{\hat {M}}\;{\xrightarrow {\;}}{\hat {M}}''\to 0.}
Зокрема це справедливо, якщо на всіх модулях фільтрація є породжена деяким ідеалом кільця: {\displaystyle M_{n}=I^{n}M}

## Приклади

### Формальний степеневий ряд
Якщо {\displaystyle A} є кільцем многочленів {\displaystyle K[X_{1},\dots ,X_{n}]} над полем {\displaystyle K} і {\displaystyle I} ідеал породжений елементами {\displaystyle (X_{1},\dots ,X_{n})}
Поповнення кільця {\displaystyle K[X_{1},\dots ,X_{n}]} за ідеалом {\displaystyle I} є ізоморфним кільцю формальних степеневих рядів {\displaystyle K[[X_{1},\dots ,X_{n}]].}

### Р-адичні числа
р-адичні числа {\displaystyle \mathbb {Q} _{p}} є поповненням поля {\displaystyle \mathbb {Q} } щодо {\displaystyle p}-адичної метрики {\displaystyle d_{p}} (де {\displaystyle p} — деяке просте число) яка задається так: для раціональних чисел {\displaystyle q} і {\displaystyle r} маємо
{\displaystyle q-r=\pm \ p^{i}\cdot {\dfrac {s}{t}}}
де {\displaystyle s,t\in \mathbb {N} } і {\displaystyle i\in \mathbb {Z} } і {\displaystyle p} не ділить жодне з чисел {\displaystyle s,t}
Тоді
{\displaystyle d_{p}(q-r)=p^{-i}}
Послідовність цілих чисел є фундаментальною щодо {\displaystyle p}-адичної метрики, якщо вона є фундаментальною щодо ідеалу {\displaystyle (p)}. Таким чином, ми отримуємо вкладення:
{\displaystyle f\colon {\widehat {\mathbb {Z} }}_{p}\hookrightarrow \mathbb {Q} _{p}}.
Тут, ліва сторона позначає поповнення {\displaystyle \mathbb {Z} } за {\displaystyle (p)}. Це вкладення задає ізоморфізм {\displaystyle {\widehat {\mathbb {Z} _{p}}}\cong \mathbb {Z} _{p}} з кільцем {\displaystyle p}-адичних цілих чисел, яке і є поповненням цілих чисел щодо ідеалу {\displaystyle (p)}.

### Геометричний Приклад

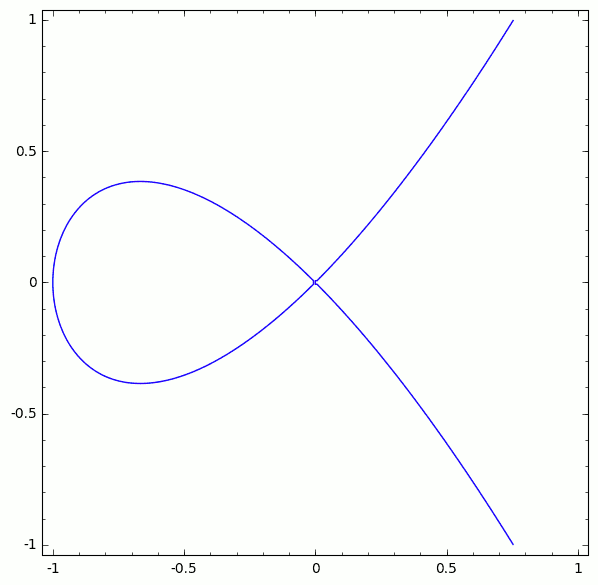
Графік кривої в дійсній афінній площині

Нехай {\displaystyle X} плоска алгебрична крива в двовимірному афінному просторі, що задається рівнянням
{\displaystyle y^{2}=x^{2}(x+1)}
У нульовій точці, крива перетинає сама себе і в околі нуля є схожою з кривою {\displaystyle 0=xy}.
Ця локальна схожість виявляється ізоморфізмом {\displaystyle {\hat {A}}\cong {\hat {B}}}
де
{\displaystyle A:=K[[x,y]]/(y^{2}-x^{2}-x^{3})_{({\bar {x}},{\bar {y}})}}
і
{\displaystyle B:=K[[x,y]]/(xy)_{({\bar {x}},{\bar {y}})}}
Самі локальні кільця двох кривих в точці не є ізоморфними на відміну від їх поповнень.
Кільце з лівої сторони «рівняння ізоморфізму» є прикладом того, що поповнення області цілісності, може саме не бути областю цілісності.

## Інтерпретація в алгебричній геометрії
У алгебричній геометрії особливе значення мають поповнення локальних кілець в точках алгебричних многовидів. Вони є важливими для вивчення локальної поведінки многовидів і дають часто значно більше інформації, ніж самі локальні кільця.
Зокрема якщо дві точки {\displaystyle P\in X} і {\displaystyle Q\in Y} на незвідних алгебричних многовидах мають ізоморфні локальні кільця, то многовиди {\displaystyle X} і {\displaystyle Y} є біраціональними. Локальне кільце несе майже всю інформацію про многовид, тоді як поповнення локального кільця має властивості, які інтуїтивно більш характерні саме для локальної інформації.
З теореми Коена випливає, що регулярні точки на алгебричних многовидах мають ізоморфні поповнення відповідних локальних кілець, тоді і тільки тоді коли відповідні многовиди мають однакову розмірність.